# 田林明
田林 明（たばやし あきら、1948年5月9日 - ）は、日本の人文地理学者。主に農業地理学・農村地理学を研究。筑波大学名誉教授。農業を中心としたカナダの地誌についても業績がある。

## 経歴
富山県魚津市に生まれる。
1967年に富山県立富山中部高等学校から東京教育大学理学部地学科地理学専攻に進み、さらに1971年に学部を卒業して大学院に進んだ。1975年4月に博士課程を退学し、5月に東京教育大学理学部助手に採用され、1977年に筑波大学地球科学系助手へと移行した。1977年9月には、「北陸地方における農業水利の空間構造に関する地理学的研究」により、東京教育大学から理学博士の学位を取得した。以降、1980年6月に講師、1988年4月に助教授、1997年3月に教授へ昇任し、その後は大学の組織再編に伴って2004年4月から大学院生命環境科学研究科、2011年10月から生命環境系の所属となり、2013年3月に退職して、4月に名誉教授の称号を授与された。
この間、筑波大学においては、2000年から2002年にかけて大学院地球科学研究科長、2001年から2004年にかけて大学院生命環境科学研究科地球環境科学専攻長、2005年から2007年にかけて地球科学系長、2010年から2012年にかけて生命環境学群長を歴任し、学外では、2010年から2012年にかけて日本地理学会会長を務めた。

## 主な著作

### 単著
- 農業水利の空間構造、大明堂、1990年
- 扇状地農村の変容と地域構造：富山県黒部川扇状地農村に関する地理学的研究、古今書院、1991年
- 北陸地方における農業の構造変容、農林統計協会、2003年

### 共著
- （菊地俊夫との共著）持続的農村システムの地域的条件、農林統計協会、2000年

### 編著
- 商品化する日本の農村空間、農林統計出版、2013年
- 地域振興としての農村空間の商品化、農林統計出版、2015年
- カナダにおける都市-農村共生システム、農林統計出版、2020年

### 共編著
- （山本正三、北林吉弘との共編著）日本の農村空間、古今書院、1987年
- （藤田佳久との共編著）日本の地誌7：中部圏 : 愛知県・静岡県・岐阜県・三重県・富山県・石川県・福井県、朝倉書店、2007年
- （菊地俊夫、松井圭介との共編著）日本農業の維持システム、農林統計出版、2009年
- （山本正三、菊地俊夫との共編著）小農複合経営の地域的展開、二宮書店、2012年